# Vologda
Vologda (ru. Вологда) este un oraș al Rusiei, fondat în 1147, centrul administrative, cultural și științific al Regiunii Vologda. Orașul Vologda este situat pe malul rîului Vologda și este un centru important de transport din nord-vestul Rusiei. Vologda este unul dintre orașele care posedă o imensă moștenire istorico-culturală: pe teritoriul orașului sunt fixate 224 de monumente istorice, culturale și monumente de architectură, din care 128 de monumente sunt sub supravegherea statului.

## Fondarea
Există două versiuni cu privire la data la care a fost fondat orașul:
- Anul 1147. Este data oficială, inițial fixată în 1780 de A.A. Zasetski în povestirea „Povești despre minunile al lui Gherasim din Vologda”. Se povestește despre fondarea de Sfîntul Gherasim mănăstirii „Troitskii” pe malul rîului Vologda, care și a pus începutul orașului. Dar după datele științifice contemporane, această afirmație care acordă orașului vîrsta Moscovei este doar legendă, cartea fiind compusă în 1666 după ordinul arhiepiscopului Marchel de un oarecare autor denumit Foma, care este de acord că nu a avut destule date biografice. Mai mult că pe timpurile cele nu se practica zidirea mănăstirilor la nord, prima mănăstire zidită în Vladimir în 1152, în Rostov – 1212, în Belozersk – 1251. Nu sunt aceste date acordate și de archeologi, deoarece primele semne de cultură atribuie orașului începutul nu mai devreme de sec. XIII.
- Anul 1264. Această dată este bazată pe descoperirile archeologice. Pe lîngă acestora anume în 1264 Vologda este întîlnită în manuscrise, în care este anexată ca o regiune al Novgorodului.

Acum putem afirma doar că Vologda pe timpurile celea nu se afla pe locul centrului de acum, ci în raionul bisericii Duminicii. Acest loc se considera centrul orașului pînă în 1565. Pînă acel moment în oraș nu era nici o zidire din piatră: toate construcțiile(podurile, administrative, coverciale, etc.) erau din lemn.

## Istoria

### Vologda pînă 1533
Poziția avantajoasă a orașului , care se afla la intersecția căilor acuatice l-a făcut în secolele XIII – XV un obiect de lupte dintre cnejii ai Novgorodului, Tveri și Moscova. În 1371 la 3 km de la oraș de Dmitri Prilutski a fost fondată mănăstirea Spaso-Prilutski, prima mănăstire cu cămin la Nordul Rusiei. Construcția mănăstirii era susținută de Dmitrii Donskoi.În 1397 Vologda a fost anexată la Rusia de Vasili I. În 1425-1453 Vologda a devenit un obiect de lupte dintre Moscova și Novgorod. Ca rezultat pierderii din partea lui Dmitri Șemiaka, în 1447 în Vologda a fost exilat Vasili II. De aici el a pornit spre mănăstirea Ferapontiniană unde a fost incinat de Martinian Belozerski și a continuat lupta pentru prestolul Moscovei. În 1450 Vologda a fost atacată de Dmitri Șemiaka care deși nu a reușit cu victoria asupra orașului. După moartea lui Vasili II orașul trece fiului lui Andrei Menișii și devine centrul regiunii Vologda. După moartea cneazului Andrei, care nu a lăsat urmași regiunea este anexată la Moscova.

### Vologda pe timpurile lui Ivan Groznîi (1533-1584)
În perioada domnirii lui Ivan IV Groznîi Vologda devine principalulu centru de comerț al Rusiei cu Anglia, Olanda, și altele țări din vest pe canalul Mării Albe, și cu Siberia pe Suhona și Vîcegda. în 1553 Vologda a fost vizitată de marinarul englez Richard Chainslaur, care în același an a stabilit relațiile diplomatice dintre Rusia și Anglia. În 1554 agentul economic John Gass povestește negustorilor engleji despre Vologda ca despre un oraș mare cu multă provizie și prețurile pe marfă de două ori mai ieftine decît în Moscova sau Novgorod. După aceste povestiri englejii au deschis în oraș palata sa de comerț. În 1565 Ivan IV introduce „Opricinina”, și Vologda este inclusă în teritoriile ei. În același an el vizitează orașul și decide să-l facă centrul opricininei, și apoi – capitală.

### Vologda în Timpuri tulburi
Perioada pentru vologda s-a început cu o epidemie de ciumă în anul 1605. În 1608, cînd o parte de țară era sub controlul țarului Vasilii Șuiskii, iar altă parte sub Ljedmitrii, orășenii Vologdei țineau cu Ljedmitrii. Elâl obținea controlul nu numai după căile comerciale engleze și ruse dar și asupra totului nordului țării. Dar administrația tremisă în Vologda cu purtarea sa a trezit neplăceri printre orășeni, ceea ce a avut ca consecință trădarea lui Ljedmitrii. În 1609 din Vologda iese o trupă de armată sub conducerea lui Nichita Vîșeslavțev pentru lupta împotriva Ljedmitrii. În 1612 orășenii au acordat un ajutor imens lui Minin și Pojarskii contra intervențiilor polono-lituaniene. Dar după ce la luptă au fost trimise majoritatea soldaților, orașul a rămas fără paznici, și ca rezultat orașul a fost ocupat de lituanieni, ars, iar majoritatea orășenilor – uciși sau luați prizonieri.

### Vologda pe timpul dinastiei Romanov (1613-1917)
După 1613 Vologda trece o recuperare economică și reinstalează relațiile comerciale cu țările west europiene.Pe timpul lui Petru I Vologda devine una din cele mai importante baze militare din Rusia. Aici se păstrau instrumentele și materialele pentru construirea cetăților și corăbiilor. În oraș se construiau nave pentru transportarea proviantului în Arhanghelsk . Plus la asta Vologda putea deveni centru de antrenament la înot naval, dar lacul Kubenskii i s-a părut lui Petru I prea mic și neconvenabil. Petru I a fost în Vologda de nu mai puțin de zece ori(1692, 1693, 1694, 1702, 1722, 1724). El se oprea în casa unui negustor olandez, Goutman, casa fiind în 1872 cumpărată de stat, iar în 1885 inaugurată ca muzeu al lui Petru I, primul muzeu din Vologda. După inaugurarea Petersburgului, care a deschis cărarea în Europa prin marea Baltică, valoarea Vologdei ca centru al comerțului extern scade brusc. În 1708 Vologda este anexată la regiunea Arhanghelisk. În 1796, pe timpul ai Ecaterina II, regiunea Vologda își extinde hotarele pînă la munții Ural. Noul pas economic este legat de mișcarea navală pe Suhona și construirea căii ferate, care leagă Vologda cu Iaroslavli și Moscova (1872), cu Arhanghelisk (1898), cu Petersburg și Viatka (1905). În 1871 la 13 km de la Vologda, un antreprenor din Danemarca, Buman, construiește o fabrică pentru producerea untului, care a devenit prima nu numai în Vologda, dar și în toată Rusia. De atunci Vologda devine un centru al industriei untului, iar untul, tehnologia preparării căruia a fost inventată de N.V.Vereșiaghin, iar apoi cumpărată de Buman – un brend mondial. Înh 1911 fabrica a fost transmisă statului, iar pe baza ei se construiește institutul tehnologiei lactate.

### Vologda în timpul puterii sovietice(1917-1991)
Puterea sovietică a fost instalată în Vologda doar în decembrie 1917. În 1918 Vologda pe cîteva luni devine capitala politicăal Rusiei: speriați de ocuparea Petrogradului de germani aici sunt evacuate câteva ambasade și americanul David R.Fransis. Dar sub puterea bolișevicilor pe data de 24 iunie 1918, diplomații sunt nevoiți să lase Vologda și să se întoarcă la patrie. În anii războiului civil Vologda devine centrul dispoziției a VI-ei Armatei Roși, care se contrapunea gardienilor lui Miller și corpusurilor militare țărilor Antantei la nordul Rusiei. Pe data de 23 septembrie 1937 s-au format hotarele regiunii Vologda din prezent. În anii al II-lea Război Mondial, în Vologda a fost instalată situația militară și industria a fost trecută la producerea armatei. Toamna 1941 Vologda devine oraș frontal. Orășenii luau parte în luptă. Se construiau sisteme defensive antiaeriene, și ca rezultat nici o bombă nu a căzut pe oraș, cu toate că încercări de bombare erau destule.
Pe banii orășenilor a fost formată coloana de artilerie „Colhoznicul din Vologda”, în cinstea căreia și în cinstea orășenilor care aveau activitate în luptă este instalat monumentul tancului T-34(pe str. Mira). În 1961 primul secretar în Vologda devine A.S. Drîghin. În timpul conducerii lui în Vologda au loc multe schimbări în sfera economică. Sunt inaugurate multe uzine care funcționează și în ziua de azi. În 1976 în Vologda apar troleibuzele.

### Vologda de la puterea Sovietică pînă în ziua de azi(1992-ziua de azi)
În noiembrie 1991 a fost formată administrația orașului și începută reforma organelor de autoconducere. În octombrie 1993 sunt lichidate sovietele deputaților la toate nivelele inclusiv și Vologda. Primele alegeri au avut loc pe data de 20 martie 1994. Au fost doar 6 deputați. În decembrie 1995 au loc alegeri noi, și de acum sunt aleși 30 de deputați. Pe data de 25 iulie 1996 Duma instalează noua legislație. Pe 6 octombrie 1996 în Vologda au loc primele în istorie alegeri ai primarului orașului, postul fiind admis de Alexei Iacunicev, care conducea orașul pînă anul 2008. 
Pe data 12 octombrie 2008 noul primar devine Eugen Șulepov.

## Populația
Majoritatea populației orașului sunt ruși. O parte mare de locuitori, aproximativ 50 de mii dupa diverse calculații, sunt lucrători de oficiu. Asta este legat nu numai de ceea că Vologda este municipiu, dar și ceea că este un centru raional.

## Cultura și arta
Vologda este un oraș vechi și dezvoltat cultural. În oraș sunt o mulțime de monumente și se consideră unul dintre orașele cu architectură din lemn sub paza statului. 

În Vologda sunt numărate 193 de monumente cultural-istorice. Din ele Biserica Constantin și Ileana, Mănăstirea Spaso-Prilutski, Soborul Sofiei, Cremlinul din Vologda și altele.
Vologda Kremlin Park

## Muzee
Primul muzeu deschis în 1885 este casa Goutman unde se oprea Petru I. Acum în Vologda funcționează 10 muzee, 4 sale de prezentații, galerea „Krasnîi most”.
- Cremlinul din Vologda
- Casa-muzeu al lui Petru I
- Complexul de prezentații "Vologda spre hotarele secolelor"
- Muzeul "Lumea lucrurilor pierdute"
- Muzeul-apartament Batiușkov
- Muzeul "Literatura.Arta.sec XX"
- Casa- muzeu Mojaiski
- Muzeul "Exilul Vologda"
- Muzeul architectural etnografic regiunii Vologda

În afara de cele spuse mai sus în Vologda funcționează unicul în Rusia muzeu istorico-politic – muzeul corpusului diplomatic, care este inaugurat în cinstea aflării corpusului politic în Vologda în 1918.

## Teatre
În ziua de aui în Vologda funcționează: Teatrul dramatic, Teatrul pentru copii și tineret, Teatrul de cameră, Filarmonia în numele Valerii Gavrilin, Teatrul de păpuși "Teremok", Teatrul muzical pentru copii.

## Festivațiile
În oraș se petrec festivalul anual teatral «Glasul istoriei» (anii impari, с din 2010 pari, începutul lui iulie), Festivalul muzical internațional Gavrilin (anii pari, octombrie-decembrie), proectul teatral-concertual «Vara în Cremlin» (anii pari, iunie-iulie).

## Prezentații
Se petrec anual prezentațiile: «Linul rus», «Pădurea rusă», «Poarta Nordului», «Casa sa».

## SIP și rețeaua telefonică

### Rețeaua telefonică
Aparatele staționare de telefon sunt conectate la SA «Telecom Nord-West». Din celulare funcționează Beeline, Megafon, MTS, SkyLink, Тele2.

### Televiziunea
În Vologda sunt popularizate 10 posturi Federale: "Pervîi canal", "Rossia", "TVC", "NTV", "Ren-TV", "Muz-TV", "Cultura", "TNT", "TRK Peterburg – postul 5", "7TV".
Componentul regional e prezent în 5 posturi: "Postul 7" (post independent), "Ren-TV (Nordul rus)", "Rossia (Vologda)", "TNT" (numai publicitatea), "Domașnii" (numai publicitatea)

### Ziare
Se publică ziarele: "Gorodok", "Vologodskaia nedelia", "Krasnîi sever", "Premier", "Vologodskie novosti", "Nașa Vologda", "Hronometr-Vologda", "Komsomoliskaia pravda - Vologda", "Mestnaia gazeta vologodskoi oblasti", "Kommunalinaia gazeta".

### Radio
O stațiune de radio prin cablu și 7 în diapazonul FM: "Radio Rossii", "Europa plus", "ROS radio", "DFM", "Transmit", "Russkoe Radio", "Ăho Moskvî", "Radiostanțîia «Premier»".

## Clima
Clima medie-continentală. Iarna lungă, dar moale, durează cinci luni. Vara , primăvara și toamna sunt răcoroase, cele mai reci luni decembrie și ianuarie, cea mai caldă lună iulie. Precipitații cad de obicei vara și toamna ca ploaie.
- Temperatura medie anuală — +2,8 C°
- Viteza vîntului medie anuală — 3,5 m/s
- Umiditatea medie anuală — 80 %

## Universități
- Universitatea pedagocică de stat
- Universitatea tehnică de stat
- Academia gospodăriei lactate numelui Vereșiaghin (s.Molocinoe)
- Institutul economiei și dreptului
- Filiala Academiei juridice de stat din Moscova
- Filiala Academiei internaționale al bussinesului și tehnologiilor noi
- Filiala Academiei serviciului de stat din Nord-West
- Institutul bussinesului
- Filiala universității inginer-economice din Sankt-Petersburg

## Transport
Vologda se află la intersecția căilor de automobile, căi ferate și acuatice importante.
În oraș este reteaua de transport urban nu este foarte bine dezvoltata, ca de altfel si in alte orase de aceeasi dimensiune din Rusia iar principalele cai de transport fiind autobusul si troleibusul.
Volgda beneficiaza si de alte 3 mijloace de transport : 
1.Cale ferata - fiind foarte bine dezvoltata, nod feroviar intre Moscova, St.Petersburg si Ekaterinburg, 
2.Nodul fluvial-maritiom facand parte din vechiul canal de comunicatie dezvoltat de rusi ce conecta Moscova cu Marea Baltica
3.Aeroprtul din Vologda care deservea calatori si cargo, si care incepand din 04.07.2012 deserveste doar cargo -marfuri
Sunt patru poduri mari: două poduri pentru automobile peste rîul Vologda și două peste căi ferate. Este un pod pentru pietoni.

## Industria
La moment în oraș sunt prezente mei mult de zece mii de obiecte al antreprenoriatului. Cele mai valoroase:
- SA «Vologodskii podșipnikovîi zavod» — produce rulmenți.
- SA «Vagron» - produsul alcoolului
- SA «Mașînostroitelinîi zavod» — produce divers echipament pentru complexe agroindustriale
- SA «Vologodskii optico-mehaniceskii zavod» — aparate optice
- «Vologodskii vagonoremontnîi zavod», filiala SA RJD — produce diverse vagoane pentru trenuri, reparația vagoanelor vechi.
- SA «Bîvalovskii mașînostroitelinîi zavod» — produce macarale.
- SA «Ălectrotehmaș» — produce aparate electronice
- SRL «Compania conducătoare centrală» — construcția și proectarea.
- «Vologodskii mehaniceskii zavod» (SA «Trans-alfa») — produce autobusuri și troleibusuri sub marca VMZ
- SA «SKDM» — construcții publice și industriale mobile
- SA «Soiuzlesmontaj» — produce instrument pentru prelucrarea lemnului

## Sport
În Vologda lucrează obiecte sportive imense: stadionurile «Dinamo», «Lokomotiv», «Viteazi», bazinele de înot «Dinamo», «Laguna», complexul sportiv «Spectr», centre pentru fitness.
În Vologda se bazează:
- Echipa de futbol (bărbați) «Dinamo»
- Echipa de baschet (femei) «Cevacata»

## Orașe înfrățite
- Kouvola
- Miskolc
- Londonderry
- Zwolle